# Network.hu
A Network.hu egyike az ismeretségi hálózatoknak Magyarországon.  1.0-s verziója 2008 októberében jött létre. Az oldal közösségi alapokon működő tudásbázisként próbál működni, amit a felhasználók szerkesztenek.

## Koncepció
A Network.hu sajátossága, hogy az eddig ismert online közösségi hálózatoktól eltérően nem a már meglévő ismerősök keresésére helyezi a hangsúlyt – noha erre is nyílik lehetőség –, hanem hogy a felhasználók konkrét érdeklődési területek mentén tegyenek szert új ismerősökre, leendő barátokra, beszélgetőpartnerekre. A Network.hu-n bárki alapíthat saját közösséget, vagy beléphet a több mint háromezer már meglévő, tematikus közösség bármelyikébe és szerkesztheti az oldalon megjelenő tartalmakat.

## Külső hivatkozások
- Network.hu
- hwsw: Itt az iWiW széplelkűeknek